# Going Home: Theme of the Local Hero
Going Home: Theme of the Local Hero è un brano strumentale di Mark Knopfler, pubblicato come singolo nel 1983, scritto dal chitarrista per la colonna sonora del film Local Hero.
Il brano è il singolo di debutto da solista di Mark Knopfler, prima pubblicazione dell'artista esterna ai Dire Straits, e si classificò al numero 56 nel Regno Unito, al numero 26 nei Paesi Bassi e al numero 18 in Nuova Zelanda. L'album della colonna sonora contiene anche una ripresa chiamata Wild Theme, che consiste nell'interpretazione con la chitarra acustica di Knopfler della melodia della canzone. Nonostante la sua posizione piuttosto modesta nelle classifiche del Regno Unito, paese natale di Knopfler, Going Home rimane una delle canzoni più popolari dell'artista.

## Il brano
Il pezzo – composto dal chitarrista per la colonna sonora della commedia drammatica Local Hero, diretta da Bill Forsyth – entrò successivamente anche nel repertorio dei Dire Straits, che lo adottarono come canzone conclusiva dei loro concerti in occasione delle due tournée Dire Straits 1982/3 e Live in 85/6. Un'esecuzione dal vivo di Going Home è inserita nell'album Alchemy: Dire Straits Live, la cui pubblicazione contribuì in misura considerevole ad accrescere la popolarità del brano. Un'altra esecuzione dal vivo del brano è stata registrata nell'ultimo tour dei Dire Straits, durante la promozione dell'album On Every Street, ultimo in studio pubblicato dal gruppo prima dello scioglimento; questa versione è reintitolata Local Hero - Wild Theme ed appare nell'EP live Encores (1993) e nella raccolta Sultans of Swing: The Very Best of Dire Straits (1998) dei Dire Straits. La versione in studio, oltre l'album Local Hero, è stata inclusa nelle raccolte Screenplaying (1993) e Private Investigations: The Best of Dire Straits & Mark Knopfler (2005).
Il pezzo, interpretato da Knopfler con una Schecter Custom Stratocaster, è stato prescelto come inno non ufficiale del Newcastle United Football Club.

## Versione del 2024
Un supergruppo, denominato Mark Knopfler's Guitar Heroes di Mark Knopfler, ha registrato Going Home per sostenere il Teenage Cancer Trust in America, per raccogliere fondi a scopo benefico. La registrazione, pubblicata il 15 marzo 2024, è stata l'ultima registrazione di Jeff Beck prima della sua morte. L'artista Sir Peter Blake, che aveva disegnato la copertina dell'album Sgt. Pepper's Lonely Hearts Club Band dei Beatles, ha creato l'artwork del singolo; il nuovo singolo del 2024 presenta un collage di tutti i contributori, più gli attori del film Local Hero, Peter Riegert e Burt Lancaster. Le sessioni sono state registrate presso i British Grove Studios a Londra, anche se alcune esibizioni sono state inviate in remoto.
Il singolo è stato pubblicato un mese prima dell'uscita dell'album One Deep River, decimo album in studio di Mark Knopfler. Il brano è stato prodotto dall'ex tastierista dei Dire Straits, Guy Fletcher. Numerosissimi sono gli artisti internazionali che vi hanno partecipato, più di sessanta musicisti, per lo più chitarristi, hanno partecipato alla registrazione di oltre nove minuti. Tutti i musicisti elencati di seguito hanno suonato la chitarra elettrica tranne dove diversamente indicato:
- Mark Knopfler
- Joan Armatrading
- Jeff Beck
- Richard Bennet
- Joe Bonamassa
- Joe Brown (mandolino)
- James Burton (chitarra acustica)
- Jonathan Cain (pianoforte)
- Paul Carrack (organo Hammond)
- Eric Clapton (chitarra elettrica e acustica)
- Ry Cooder (chitarra slide)
- Jim Cox (pianoforte)
- Steve Cropper
- Sheryl Crow (basso)
- Danny Cummings (percussioni)
- Roger Daltrey (armonica)
- Duane Eddy
- Sam Fender
- Guy Fletcher (organo Hammond, basso)
- Peter Frampton
- Audley Freed
- David Gilmour
- Vince Gill (chitarra acustica)
- Buddy Guy
- Keiji Haino
- Tony Iommi (chitarra baritona elettrica)
- Joan Jett
- John Jorgenson (chitarra acustica)
- Sonny Landreth
- Albert Lee
- Greg Leisz (chitarra lap steel)
- Alex Lifeson
- Steve Lukather
- Phil Manzanera
- Dave Mason
- Hank Marvin
- Brian May
- Robbie McIntosh
- John McLaughlin
- Tom Morello
- Rick Nielsen
- Orianthi
- Brad Paisley
- Nile Rodgers
- Mike Rutherford
- Joe Satriani
- John Sebastian
- Connor Selby
- Slash
- Bruce Springsteen
- Ringo Starr (batteria)
- Zak Starkey (batteria)
- Sting (basso)
- Andy Taylor
- Susan Tedeschi
- Derek Trucks (chitarra slide)
- Ian Thomas (batteria)
- Pete Townshend
- Keith Urban
- Steve Vai
- Waddy Wachtel
- Joe Louis Walker
- Joe Walsh
- Ronnie Wood
- Glenn Worf (basso)
- Zucchero

### Annotazioni
1. ↑  Il titolo è riportato talvolta nella forma Going Home: Theme from Local Hero.

### Fonti
1. 1 2  (EN) Lesley Duncanson (a cura di), Mark Knopfler: A Life in Songs, BBC Four, 28 gennaio 2011,  a 0 h 26 min 38 s.
2. ↑  Giancarlo Passarella (a cura di), Discografia, in Nannini e Ronconi, pp. 224-226.
3. ↑   David Nieri, Mark Knopfler – The Long Highway, in Buscadero, gennaio 2005,  pp. 38-43.
4. 1 2  Paul Sexton,  They were different days.   Note di copertina di Alchemy: Dire Straits Live, Dire Straits [libretto], Universal Music, 0602527336299, CD (doppio) + DVD, 2010, cofanetto in edizione limitata.